# De Havilland Canada DHC-2 Beaver
de Havilland Canada DHC-2 Beaver – jednosilnikowy samolot wielozadaniowy o własnościach krótkiego startu i lądowania STOL, zastrzałowy górnopłat o metalowej konstrukcji (pierwszy lot 16 sierpnia 1947).

## Historia
Był to drugi po DHC-1 Chipmunk własny projekt wytwórni De Havilland Canada. Przeznaczony był do operowania w terenach niezagospodarowanych i trudno dostępnych jakich wiele w Kanadzie. Od początku wyposażony mógł być w różne wersje podwozia w tym kołowe, płozy oraz pływaki. Był to samolot niezwykle udany i popularny. Większość z wyprodukowanych 1657 egzemplarzy (prawie 1000 sztuk), zakupiła Armia Stanów Zjednoczonych (pod oznaczeniami L-20, a następnie U-6). Pod koniec produkcji użytkowany był w niemal 50 krajach świata. Wiele z egzemplarzy lata do dziś.

## Wersje

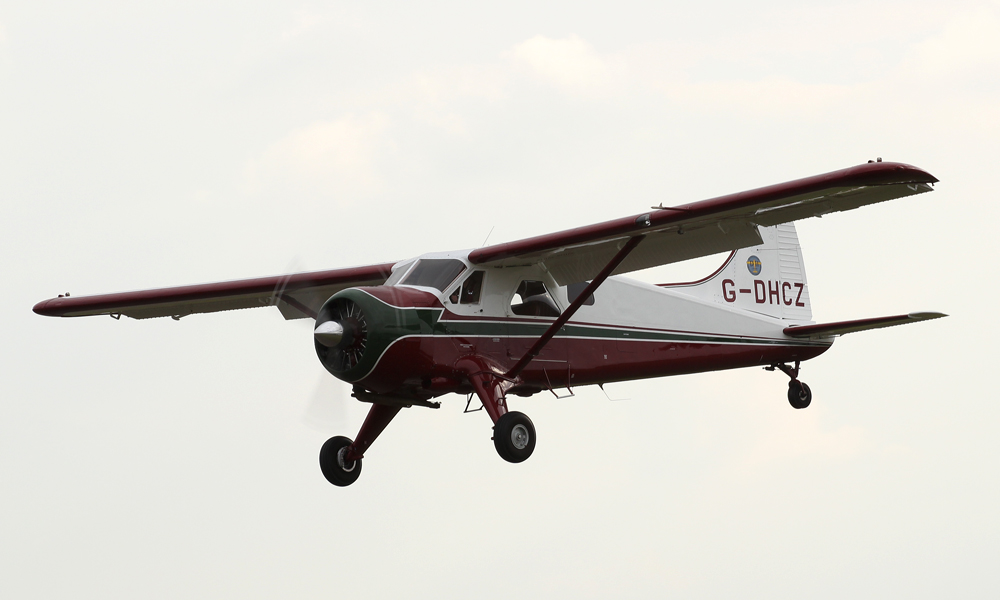
De Havilland Canada DHC-2 Beaver Mk1 G-DHCZ

- Beaver I: najpopularniejsza wersja z silnikiem Pratt & Whitney R-985 Wasp Jr o mocy 335 kW (450 KM)
- Beaver II: prototyp przeznaczony dla Wielkiej Brytanii z powiększonym usterzeniem pionowym oraz silnikiem Alvis Leonides 502/4 o mocy 410 kW (550 KM), nie produkowany seryjnie
- Turbo Beaver III: wersja z przedłużonym kadłubem z kabiną na 10 miejsc, powiększonym usterzeniem pionowym oraz turbinowym silnikiem Pratt & Whitney Canada PT 6A-6 o mocy 410 kW (550 KM)[2]
- DHC-2/PZL-3S: wersja zmodyfikowana przez Airtech Canada przez zastosowanie silnika PZL-3S o mocy 450 kW (600 KM)